# The Clone Wars: La trappola dei Sith
The Clone Wars: La trappola dei Sith (The Clone Wars: Wild Space), scritto da Karen Miller, è un romanzo di fantascienza ambientato nell'universo di Guerre stellari durante le guerre dei cloni, pubblicato per la prima volta il 9 dicembre 2008. Si tratta del primo romanzo "Freeway", la nuova collana Piemme, destinato ad un pubblico Young Adult.
La storia è ambientata in concomitanza con due episodi della prima stagione (Downfall of a Droid e Duel of the Droids) della serie Star Wars: The Clone Wars, e dispone di diversi momenti delle puntate rappresentati da un punto di vista diverso. Appartiene all'Universo espanso.

## Trama
I Separatisti sferrano un micidiale attacco alla città-pianeta di Coruscant, centro nevralgico della Repubblica Galattica, durante il quale Obi-Wan Kenobi rimane gravemente ferito. Anakin Skywalker e la sua giovane padawan Ahsoka Tano vengono inviati in una rischiosa missione sulle tracce del perfido Generale Grievous, mentre il senatore Bail Organa viene a conoscenza di informazioni preziosissime che potrebbero far volgere le sorti del conflitto in favore della Repubblica. Per verificarne l’autenticità, decide di farsi accompagnare da Obi-Wan Kenobi su un oscuro pianeta dell’Orlo Esterno. Quando scoprirà che si tratta di una trappola mortale ordita dal Cancelliere Palpatine, potrebbe essere troppo tardi per sfuggire.

## Continuity
- Obi-Wan Kenobi dice a Bail Organa ciò che il consiglio Jedi sa circa la minaccia Sith e il senatore fa sapere al Jedi come sia la prima volta che sente parlare dei Sith, a causa della loro natura oscura. Tuttavia, in quasi ogni guerra su vasta scala della Repubblica che era stata combattuta fino a quel momento era stato tra la Repubblica e i Sith, cosa che un senatore istruito come Organa avrebbe dovuto probabilmente essere a conoscenza.